# George Ford (Rugbyspieler)
George Ford (* 16. März 1993 in Oldham) ist ein englischer Rugby-Union-Spieler. Er spielt als Verbinder für die englische Nationalmannschaft und die Leicester Tigers.
Ford gab 2009 im Alter von 16 Jahren sein Profidebüt bei den Leicester Tigers und wurde damit zum jüngsten Spieler, der je in England sein Profidebüt gab. 2011 wurde er zum World Rugby Junior Player of the Year gekürt. Er stand in fünf Premiership-Finalspielen und gewann die Meistertitel in den Jahren 2013 und 2022. Sein erstes Länderspiel für England bestritt Ford im Rahmen der Six Nations Championship 2014 gegen Wales. Er nahm an drei Rugby-Weltmeisterschaften für England teil.

## Kindheit und Ausbildung
Ford wurde in Oldham, Greater Manchester, geboren. Er ist der Sohn des Rugby-League-Spielers Mike Ford. Schon im Alter von fünf Jahren spielte er Rugby League bei den Saddleworth Rangers und Waterhead. Als Jugendlicher war er in den Nachwuchsakademien sowohl der Wigan Warriors als auch der Bradford Bulls aktiv.
Mit 11 Jahren begann er, Rugby Union an der Rishworth School zu spielen und trat später für Leeds Carnegie an, bevor er mit 16 Jahren zu Leicester wechselte und dort einen Profivertrag unterschrieb.
Bereits mit 15 Jahren spielte er für die englische U18-Nationalmannschaft. In der Saison 2009–2010 war er Kapitän dieses Teams, bevor er in die U20-Auswahl aufstieg. Dort stand er in jedem Spiel des Grand Slams der Six Nations in der Startaufstellung und erzielte insgesamt 76 Punkte. Ford trug außerdem dazu bei, dass England das Finale der Junioren-Weltmeisterschaft 2011 erreichte.
Im Dezember 2009 wurde Ford für den BBC Young Sports Personality of the Year nominiert. Im Oktober 2011 wurde er als erster Engländer zum World Rugby Junior Player of the Year gekürt und ist bis heute der jüngste Gewinner dieser Auszeichnung.

## Karriere

### Leicester Tigers
Am 8. November 2009 wurde George Ford der jüngste Rugby-Union-Spieler, der in England sein Profidebüt gab. Mit nur 16 Jahren und 237 Tagen brach er den Rekord seines Nationalmannschaftskollegen Owen Farrell, als Leicester im Anglo-Welsh Cup gegen Leeds Tykes spielte. Sein Debüt war doppelt bemerkenswert, da sein Bruder Joe an diesem Tag ebenfalls als Verbinder für Leeds in der Startaufstellung stand.
Am 27. November 2010 gab Ford sein Debüt in der Premiership. Er kam von der Bank in einem 44:19-Sieg gegen die Newcastle Falcons und wurde damit zum drittjüngsten Spieler in der Geschichte der Premiership – inzwischen ist er auf Platz fünf zurückgefallen. Im September 2011 stand Ford zum ersten Mal in der Premiership in der Startaufstellung, bei einer 28:30-Niederlage gegen die Exeter Chiefs. Damit wurde er der jüngste Spieler, der je als Verbinder ein Premiership-Spiel startete. Im Januar 2012 wurde er kurzzeitig an Leeds Carnegie ausgeliehen, kehrte jedoch zurück und gab sein Debüt im Heineken Cup, bei dem er seinen ersten Versuch für Leicester erzielte – im Sieg gegen Aironi.
Am 18. März 2012 – zwei Tage nach seinem 19. Geburtstag – gewann Ford seinen ersten Titel mit Leicester. Er stand sowohl im Halbfinale als auch im Finale des Anglo-Welsh Cups in der Startaufstellung, wurde im Halbfinale gegen Bath zum "Man of the Match" gewählt und erzielte im Finale 16 Punkte, als die Tigers gegen die Lokalrivalen Northampton Saints siegten.
Am 12. Mai 2012 zeigte Ford eine weitere beeindruckende Leistung in einem Halbfinale. Als später Ersatz für den verletzten Toby Flood führte er die Leicester Tigers mit 14 Punkten zum Einzug ins Premiership-Finale – mit einem 24:15-Sieg gegen die Saracens. Im Finale behielt er seinen Platz in der Startaufstellung und erzielte 13 Punkte per Fuß, doch das reichte nicht aus, und Leicester verlor mit 23:30 gegen Harlequins.
Im Januar 2013 wurde bekannt gegeben, dass Ford Leicester Tigers am Ende der Saison verlassen würde, um sich Bath Rugby anzuschließen, wo sein Vater Mike Ford zu der Zeit Co-Trainer war. Trotzdem spielte er weiterhin eine volle Rolle in der Saison von Leicester Tigers, die mit dem zehnten Premiership-Titel des Vereins endete. Im Premiership-Finale kam Ford bereits in der ersten Halbzeit für den verletzten Toby Flood ins Spiel und erzielte 12 Punkte beim 37:17-Sieg über die Northampton Saints.
Insgesamt bestritt Ford 40 Spiele für Leicester Tigers, erzielte dabei 253 Punkte und gewann zwei Titel.

### Bath
Am 23. Januar 2013 wurde bekannt gegeben, dass Ford die Leicester Tigers am Ende der Saison verlassen würde, um sich Bath Rugby anzuschließen.
Am 22. Mai 2014 stand Ford in der Startaufstellung von Bath, das im Finale des European Challenge Cup im Cardiff Arms Park gegen Northampton verlor. In der folgenden Saison erzielte Ford 11 Punkte im Premiership-Finale 2015, in dem Bath mit 16:28 gegen die Saracens unterlag und Vizemeister wurde.
Nachdem sein Vater Mike Ford als Cheftrainer entlassen worden war, wurde über einen möglichen Wechsel von George Ford spekuliert. Im Dezember 2016 bestätigte Steve Diamond, Rugby-Direktor der Sale Sharks, sein Interesse an Ford.

### Rückkehr zu den Leicester Tigers
Am 14. Februar 2017 wurde bekannt gegeben, dass Ford am Ende der Saison 2016–2017 im Rahmen eines Tauschgeschäfts mit Freddie Burns zu seinem früheren Verein Leicester Tigers zurückkehren würde.
Ford stand im Finale des European Challenge Cup 2021 in der Startaufstellung, das Leicester gegen Montpellier verlor. Im Dezember 2021 wurde er zum Spieler des Monats der Premiership ernannt. Am 2. Januar 2022 bestritt Ford sein 100. Spiel für Leicester (über beide Amtszeiten hinweg) und erzielte neun Punkte beim Sieg gegen die Newcastle Falcons.
Im Premiership-Halbfinale 2021–2022 gegen die Northampton Saints führte Ford sein Team mit einer herausragenden Leistung zum Sieg. Er erzielte ein „Full House“ – einen Versuch, eine Erhöhung, einen Straftritt und ein Dropgoal – und steuerte insgesamt 22 Punkte zum 27:13-Erfolg bei. Im Premiership-Finale 2022 stand Ford erneut in der Startaufstellung, musste jedoch in der 23. Minute verletzt ausgewechselt werden. Die Tigers setzten sich dennoch mit 15:12 gegen die Saracens durch.

### Sale Sharks
Am 17. November 2021 gab Leicester bekannt, dass Ford den Verein am Ende der Saison 2021–22 verlassen und zu den Premiership-Rivalen Sale Sharks wechseln würde.
Aufgrund eines Achillessehnenrisses, den er in seinem letzten Spiel für Leicester erlitt, konnte Ford jedoch erst im Februar 2023 für Sale spielen. Sein Debüt für Sale gab er im Premiership Rugby Cup gegen die Bristol Bears.
Im Halbfinale der Premiership-Saison 2022–23 stand Ford gegen seinen früheren Verein Leicester Tigers in der Startaufstellung und erzielte 11 Punkte beim 21:13-Sieg, mit dem sich Sale erstmals seit 2006 wieder für ein Premiership-Finale qualifizierte. Im Finale erzielte er acht Punkte, doch Sale unterlag den Saracens und wurde Vizemeister.

## Internationale Karriere

### England U20
Zu Beginn der Saison 2010–11, im Alter von nur 17 Jahren, wurde Ford in den England-U20-Kader für die Saison 2011 berufen. Sein Debüt als Verbinder gab er im Eröffnungsspiel der U20-Six-Nations gegen Wales, wobei er sechs Punkte zum 26:20-Sieg Englands beisteuerte. Er stand in allen Spielen des Turniers in der Startaufstellung und wurde in den Siegen gegen Frankreich, Schottland und Irland jeweils zum "Man of the Match" gewählt, als England den Grand Slam gewann.
Obwohl er der jüngste Spieler beim U20-Junioren-Weltcup 2011 war, blieb Ford die erste Wahl auf der Verbinder-Position. England belegte am Ende den zweiten Platz nach Siegen über Irland, Schottland, Südafrika und Frankreich. Die 22:33-Niederlage im Finale gegen Neuseeland war Fords erste Niederlage mit einem England-Team seit März 2008, als er noch für die U16 spielte. Seine Leistungen waren jedoch so herausragend, dass er zum World Rugby Junior Player of the Year gewählt wurde – vor den ebenfalls nominierten Neuseeländern Sam Cane und Luke Whitelock.
Im Jahr 2012 wurde Ford zum Kapitän der U20 ernannt und führte England zu einem beeindruckenden 59:3-Sieg über Schottland im Auftaktspiel der Six Nations. Aufgrund von Verpflichtungen im Verein war dies jedoch sein einziger Einsatz im Turnier. Für die Junioren-Weltmeisterschaft 2012 wurde er nicht berücksichtigt, um eine vollständige Saisonvorbereitung mit Leicester absolvieren zu können.
Obwohl er 2013 noch für die U20 spielberechtigt gewesen wäre, wurde Ford zu Beginn der Saison 2012–13 stattdessen in die England-A-Nationalmannschaft (England Saxons) befördert, als der Elite Player Squad bekannt gegeben wurde. Im Januar 2013 stand er in den Spielen gegen Scotland A und Ireland Wolfhounds in der Startaufstellung.

### England
Am 9. März 2014 gab George Ford sein Debüt für die englische Nationalmannschaft, als er in der vorletzten Runde der Six Nations Championship 2014 gegen Wales eingewechselt wurde. England sicherte sich mit diesem Sieg erstmals seit über einem Jahrzehnt die Triple Crown. Am folgenden Wochenende kam Ford für zehn Minuten gegen Italien zum Einsatz. Dabei gelang ihm ein starker Durchbruch, der zu einem Versuch von Chris Robshaw führte. England beendete das Turnier als Zweiter.
Ford wurde im Auftaktspiel der Six Nations 2015 gegen Wales zum „Man of the Match“ gewählt. In der vorletzten Runde erzielte er seinen ersten internationalen Versuch gegen Schottland. Im letzten Spiel des Turniers sammelte er 25 Punkte, darunter ein Versuch, beim packenden 55:35-Sieg über Frankreich. Dennoch wurde England erneut nur Zweiter.
Ford wurde von Stuart Lancaster in Englands 31-köpfigen Kader für die Rugby-Weltmeisterschaft 2015 berufen. Im Eröffnungsspiel gegen Fidschi stand er in der Startformation und trug zum 35:11-Sieg bei. Eine Woche später wurde er jedoch durch seinen Jugendfreund Owen Farrell ersetzt. England schied anschließend bereits in der Vorrunde aus und wurde damit nach Wales 1991 das zweite Gastgeberland, das bei einer Heim-WM nicht das Viertelfinale erreichte.
Nach dem Rücktritt von Trainer Stuart Lancaster wurde Ford von Nachfolger Eddie Jones für die Six Nations 2016 nominiert. Er erzielte einen Versuch gegen Italien und war als Startspieler maßgeblich am ersten Grand Slam Englands seit 2003 beteiligt. Später im Jahr war er Teil der Mannschaft, die die Australien-Tour mit 3:0 gewann. In den Herbst-Länderspielen 2016 erzielte er einen Versuch beim historischen Sieg gegen Südafrika – Englands erster Erfolg gegen die Springboks seit einem Jahrzehnt.
2017 war Ford Teil des Teams, das den Six Nations-Titel verteidigte. Ein möglicher zweiter Grand Slam in Folge blieb aus, da England im letzten Spiel auswärts gegen Irland verlor. Damit endete zugleich eine Serie von 18 aufeinanderfolgenden Testsiegen. Für die British & Irish Lions-Tour 2017 wurde Ford nicht berücksichtigt. Stattdessen spielte er bei Englands Sommertour in Argentinien, wo er im ersten Spiel einen Versuch erzielte und England die Serie 2:0 gewann.
Am 18. Oktober 2018 bestritt Ford sein 50. Länderspiel für England gegen Japan – gleichzeitig sein erstes Spiel als Kapitän der Nationalmannschaft.
Ford stand auch im Kader für die Rugby-Weltmeisterschaft 2019. Er erzielte Versuche in den Gruppenspielen gegen die USA und Argentinien. Im Viertelfinale gegen Australien saß er zunächst auf der Bank, kehrte aber für das Halbfinale gegen Neuseeland in die Startformation zurück. Auch im Finale gegen Südafrika stand er in der Startelf, England unterlag jedoch und wurde Vizeweltmeister.
Nach der Weltmeisterschaft erzielte Ford einen Versuch gegen Irland in der Six Nations Championship 2020, die England schließlich gewann. Im selben Jahr führte er England im Finale des Autumn Nations Cup an, wo sie Frankreich nach Verlängerung besiegten.
Ford spielte auch während der Six Nations 2022, fiel danach aber verletzungsbedingt aus und kehrte erst zur Rugby-Weltmeisterschaft 2023 zurück. Im Eröffnungsspiel erzielte er alle 27 Punkte Englands (sechs Straftritte und drei Dropgoals) beim 27:10-Sieg über Argentinien. Im Viertelfinale gegen Fidschi blieb er als Ersatzspieler ungenutzt, kam aber im Halbfinale gegen Südafrika in der zweiten Halbzeit zum Einsatz. Im Spiel um Platz drei, das England gewann, stand er erneut auf dem Platz und sicherte sich mit dem Team die Bronzemedaille.
Im Oktober 2024 gehörte Ford zu den ersten siebzehn Spielern des englischen Nationalteams, die einen neuen Elite-Spielervertrag mit dem englischen Rugby-Verband (RFU) unterzeichneten.